# قائمة أكثر ألعاب جيم بوي أدفانس مبيعا

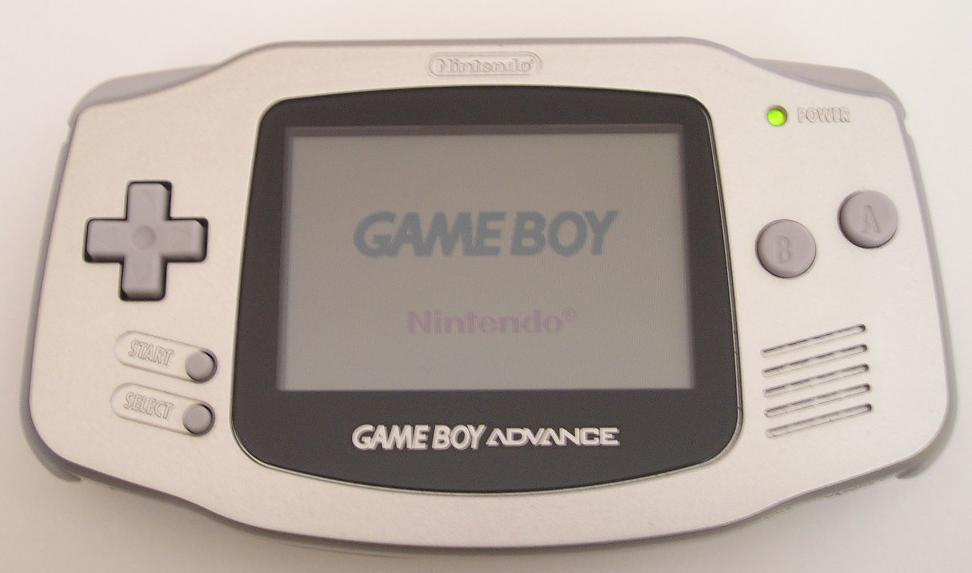
جيم بوي أدفانس

قائمة أكثر ألعاب جيم بوي أدفانس مبيعًا والتي باعت أو صدرت مليون نسخة على الأقل.

## قائمة الألعاب
| العنوان                                     | النسخ المباعة       | توقف المبيعات                                                                       |
| ------------------------------------------- | ------------------- | ----------------------------------------------------------------------------------- |
| بوكيمون روبي أند سابفاير                    | 16.22 ملايين        | —                                                                                   |
| بوكيمون فايرريد أند ليفغرين                 | 11.82 ملايين        | —                                                                                   |
| بوكيمون إمرالد                              | 6.32 ملايين         | —                                                                                   |
| ماريو كارت: سوبر سركت                       | 5.91 ملايين         | —                                                                                   |
| سوبر ماريو ورلد: سوبر ماريو أدفانس 2        | 4.179 ملايين تقريبًا | - 3.16 ملايين في الولايات المتحدة - 919,234 في اليابان - 100,000 في المملكة المتحدة |
| سوبر ماريو أدفانس                           | 3.938 ملايين تقريبًا | - 2.85 ملايين في الولايات المتحدة - 887,505 في اليابان - 200,000 في المملكة المتحدة |
| سوبر ماريو أدفانس 4: سوبر ماريو برذرز 3     | 3.698 ملايين تقريبًا | - 2.88 ملايين في الولايات المتحدة - 718,207 في اليابان - 100,000 في المملكة المتحدة |
| نامكو ميوزيام                               | 2.96 ملايين         | 2.96 ملايين في الولايات المتحدة                                                     |
| بوكيمون بينبول: روبي أند سابفاير            | 2.5 ملايين          | —                                                                                   |
| بوكيمون ميستري دانجن: ريد ريسكيو تيم        | 2.2 ملايين          | —                                                                                   |
| يوشيز آيلاند: سوبر ماريو أدفانس 3           | 2.196 ملايين تقريبًا | - 1.58 مليون في الولايات المتحدة - 515,633 في اليابان - 100,000 في المملكة المتحدة  |
| كيربي: نايتمير إن دريملاند                  | 2.1 ملايين تقريبًا   | - 1.12 مليون في الولايات المتحدة - 832,901 في اليابان - 150,453 في أوروبا           |
| أسطورة زيلدا: وصلة إلى الماضي والأربعة سيوف | 2.024 ملايين تقريبًا | - 1.63 مليون في الولايات المتحدة - 293,989 في اليابان - 100,000 في المملكة المتحدة  |
| ماريو أند لويجي: سوبرستار ساجا              | 1.899 مليون تقريبًا  | - 1.46 مليون في الولايات المتحدة - 438,781 في اليابان                               |
| البحث عن نيمو                               | 1.84 مليون تقريبًا   | - 1.55 مليون في الولايات المتحدة - 90,560 في اليابان - 200,000 في المملكة المتحدة   |
| فاميكوم ميني: سوبر ماريو برذرز              | 1.749 مليون تقريبًا  | - 1.32 مليون في اليابان - 429,235 في الولايات المتحدة                               |
| قلوب المملكة: سلسلة الذكريات                | 1.742 مليون تقريبًا  | - 1.2 مليون في الولايات المتحدة - 342,341 في اليابان - 200,000 في أوروبا            |
| يوغي يو! روح المبارز الأبدية                | 1.71 مليون تقريبًا   | - 1.3 مليون في الولايات المتحدة - 410,534 في اليابان                                |
| فروغرز أدفنشرز: تمبل أوف ذا فروغ            | 1.7 مليون           | 1.7 مليون في الولايات المتحدة                                                       |
| تجميعة باك مان                              | 1.6 مليون           | 1.6 مليون في الولايات المتحدة                                                       |
| سونيك أدفانس                                | 1.515 مليون تقريبًا  | - 1.21 مليون في الولايات المتحدة - 204,542 في اليابان - 100,000 في المملكة المتحدة  |
| سونيك أدفانس 3                              | 1.5 مليون           | —                                                                                   |
| دراغون بول زد: تراث غوكو                    | 1.4 مليون           | 1.4 مليون في الولايات المتحدة                                                       |
| الخارقون                                    | 1.396 مليون تقريبًا  | - 1.18 مليون في الولايات المتحدة - 16,492 في اليابان - 200,000 في المملكة المتحدة   |
| دونكي كونغ كانتري                           | 1.352 مليون تقريبًا  | - 1.1 مليون في الولايات المتحدة - 251,878 في اليابان                                |
| ميجا مان باتل نتوورك 4                      | 1.35 مليون          | —                                                                                   |
| كيربي النجوم: متاهة المرآة العظمى           | 1.324 مليون تقريبًا  | - 620,000 في الولايات المتحدة - 704,295 في اليابان                                  |
| سبايرو: موسم الجليد                         | 1.29 مليون تقريبًا   | - 1.19 مليون في الولايات المتحدة - 100,000 في المملكة المتحدة                       |
| مترويد فيوشن                                | 1.286 مليون تقريبًا  | - 1.13 مليون في الولايات المتحدة - 155,528 في اليابان                               |
| هاري بوتر وغرفة الأسرار                     | 1.2 مليون تقريبًا    | - 1.1 مليون في الولايات المتحدة - 100,000 في المملكة المتحدة                        |
| أميرات ديزني                                | 1.17 مليون تقريبًا   | - 1.07 مليون في الولايات المتحدة - 100,000 في المملكة المتحدة                       |
| فاينل فانتسي تاكتيكس أدفانس                 | 1.102 مليون تقريبًا  | - 660,000 في الولايات المتحدة - 441,926 في اليابان                                  |
| الشمس الذهبية                               | 1.08 مليون تقريبًا   | - 742,000 في الولايات المتحدة - 338,097 في اليابان                                  |
| سونيك أدفانس 2                              | 1.016 مليون تقريبًا  | - 740,000 في الولايات المتحدة - 176,451 في اليابان - 100,000 في المملكة المتحدة     |
| أسطورة زيلدا: القبعة المنخفضة               | مليون               | —                                                                                   |
| واريو لاند 4                                | مليون               | —                                                                                   |
| واريوير: تويستد!                            | مليون               | —                                                                                   |

جميع ألعاب جيم بوي أدفانس قد باعت حتى 31 مارس 2009: 377.42 مليون.